# All Inclusive (2009)
All Inclusive (Originaltitel: Couples Retreat) ist eine US-amerikanische Filmkomödie aus dem Jahr 2009, bei der Peter Billingsley Regie führte. Das Drehbuch wurde von Jon Favreau, Vince Vaughn und Dana Fox geschrieben. Vaughn und Favreau übernahmen darüber hinaus neben Malin Åkerman die Hauptrollen. Der Film wurde in Deutschland am 5. November 2009 veröffentlicht. Der Film wurde von Universal Pictures, Relativity Media, Wild West Picture Show Productions und Stuber Productions produziert.

## Handlung
Da Cynthia von ihrem Ehemann Jason nicht schwanger wird, erwägen beide die Scheidung. Um ihre Ehe zu retten, wollen die beiden Urlaub in einem Resort namens „Eden“, das eine Paartherapie anbietet, buchen. Das Resort bietet einen attraktiven Gruppenrabatt an, und um Geld zu sparen, bitten Cynthia und Jason ihre Freunde, sie zu begleiten. Sie schaffen es, drei andere Paare (Dave und Ronnie, Joey und Lucy sowie den geschiedenen Shane mit seiner Freundin Trudy) zu überzeugen.
Auf der Insel Eden angekommen, werden sie auf die Paaren vorbehaltene Westseite des Resorts gebracht, und es wird ihnen verboten, die Ostseite des Resorts, die für Singles gedacht ist, zu besuchen. Am ersten Abend informiert der Concierge Sctanley die Paare darüber, dass alle Gäste an der Therapie teilnehmen oder Eden verlassen müssten. Widerwillig erscheinen alle Paare bei der Therapie.
Bei der ersten Sitzung müssen alle vier Paare von ihren Therapeuten lernen, dass sie Probleme in ihrer Beziehung haben. Sie ertragen die ungewöhnlichen Methoden des Resort-Besitzers Marcel, wie etwa Schwimmen mit Haien oder Yogastunden mit dem gutaussehenden Yogatrainer Salvatore. Am vierten Abend verschwindet Trudy auf die Ostseite Edens, sodass die restlichen sieben beschließen, sie zu suchen. Nachdem die Paare auf der Insel angekommen sind, gehen Männer und Frauen aufgrund eines Streits zwischen Cynthia und Jason getrennte Wege. Die Frauen treffen dabei auf Salvatore, der ihnen die Ostseite Edens zeigt. Die Männer treffen auf Sctanley, der Guitar Hero spielt und ihnen droht, ihr Verlassen der Westseite Marcel zu berichten. Aber Dave fordert Sctanley in dem Spiel heraus, unter der Bedingung, ihnen im Falle seiner Niederlage den Weg nach Eden Ost zu zeigen. Dave verschweigt dabei, dass er ebenfalls ein großer Fan dieses Spiels ist, welches er regelmäßig verkauft und nach allen Regeln der Kunst beherrscht. So kommt es, dass Dave Sctanley besiegt, woraufhin dieser sein Versprechen einlöst und den Männern den Weg weist.
Als sie ankommen, „entführt“ Dave seine Ronnie, um Zeit mit ihr allein am Wasserfall zu verbringen. Joey stürzt sich zunächst ins Partygetümmel, sieht jedoch bald darauf Lucy mit Salvatore tanzen und schlägt ihn nieder, um mit seiner Frau zusammen zu sein. Cynthia und Jason trinken gemeinsam und gestehen sich ihre Probleme ein. Shane trifft auf der Ostseite Edens auf seine Exfrau, die ihm erzählt, dass sie ihm gefolgt sei, da sie ihn immer noch liebt. Er beobachtet Trudy, wie sie sich ordentlich „abfüllen“ lässt und den Trubel genießt. Er erkennt, dass die Unterschiede zwischen den beiden zu groß sind, und macht in aller Freundschaft mit ihr Schluss. Daraufhin kehren alle vier Paare nach Eden West zurück, wobei Shane nun mit seiner Exfrau zusammen ist.
Am nächsten Morgen treffen sie auf Marcel, der sieht, dass die Paare an ihren Problemen gearbeitet haben. Mit symbolischen Abschiedsgeschenken entlässt er sie aus der Therapie, sodass die vier Paare den restlichen Urlaub genießen können.

## Kritiken
In den englischsprachigen Medien erntete der Film schlechte bis vernichtende Kritiken. Entsprechend weist Rotten Tomatoes nach Auswertung von 163 Kritiken eine Positivquote von gerade einmal 10 Prozent aus.

„Wie das Drehbuch seine Figuren mit Biegen und Brechen auf ihr Palmeninselchen konstruiert, um sie dann im Stile jener Dschungelshow und/oder längst vergessener Martial-Arts-Filme durch ein Set an Tests und Wellness-Weisheiten zu jagen, ist Filmdramaturgie unterster Qualität. […] Jean Reno als Inselguru beweist einmal mehr, dass er sich mittlerweile für keine Rolle zu schade ist, Produzent/Drehbuchautor/Hauptdarsteller Vince Vaughn spielt den Charakter, den er immer spielt: einen stockkonservativen, langweiligen Normalo. ‚Sex and the City‘-Starlet Kristin Davis sieht zwar auch im Bikini noch immer toll aus, aber ohne gute Dialoge bleibt ihr Spiel reizlos. Die Gags, wenn man sie denn als solche bezeichnen mag, quälen das Lachen eher aus dem Publikum heraus, als dass sie es kitzelten. […] Seelenlos, seelenloser, All Inclusive.“

„Warum finden wir amerikanische Filme oft besser als unsere eigenen? Weil wir die Hälfte aller US-Produktionen gar nicht zu sehen kriegen. Nur die eher gelungenen kommen zu uns. Wer sich eine Vorstellung vom übrigen Ramsch machen will, sollte sich „All Inclusive“ anschauen. Diese Komödie kann nur aus Versehen in den Hollywood-Export geraten sein. Komödie? Es ist vielmehr eine Tragödie, und zwar für die Zuschauer. […] Dauergequatsche über Beziehungsprobleme. Ohne Sinn, ohne Dramaturgie – und ohne Lösung. Als hysterischer Clubchef im Kimono bietet Frankreichs Krimistar Jean Reno eine erbärmliche Vorstellung. Und Hauptdarsteller Vince Vaughn („Die Hochzeits-Crasher“), der auch das Drehbuch schrieb, sollte sich künftig aufs Spielen konzentrieren. Fazit: Selten wurde in einem Hollywood-Film so viel gesabbelt wie hier. Absolut nervtötend.“

„Jenseits altbackener Stereotypen entwickelt die Komödie kein Interesse für ihre Figuren und scheut zudem Konflikte, die für Spannung sorgen könnten. Entsprechend unglaubwürdig und klischeebeladen entfaltet sich die Handlung in nur gelegentlich amüsanten Episoden.“

„Die Ausgangslage von ‚All Inclusive‘ ist für eine romantische Komödie nicht gänzlich uninteressant, die Figuren sind relativ rund und die Dialoge halten einige zündende Oneliner bereit. Andererseits ist ‚All Inclusive‘ aber auch extrem vorhersehbar und viele der Episoden verlassen sich zu sehr auf Altbewährtes. Auch ein Regisseur mit mehr Erfahrung als der ehemalige Kinderstar Peter Billingsley (‚Fröhliche Weihnachten‘), der mit ‚All Inclusive‘ seinen ersten Kinofilm abliefert, hätte zwar die Story-Schwächen nicht beseitigen können, aber eine schwungvollere und etwas kreativere Inszenierung hätte vielleicht schon ausgereicht, um das Potential des Stoffes besser auszuschöpfen und ein wenig über den eintönigen Plot hinwegzutrösten.“

„Unter der Regie des ebenfalls zum inneren Zirkel von Vaughn und Favreau zählenden Schauspielers Peter Billingsley, der mit ‚All Inclusive‘ nun sein Regiedebüt geben darf, entstand eine über weite Strecken amüsante und motiviert vorgetragene Komödie, die zwar nichts Herausragendes, aber im Gegenzug auch nur wenig Angriffsfläche bietet. Und können wir den Beteiligten ernsthaft vorwerfen, dass sie bei den Dreharbeiten vor dieser Kulisse vermutlich noch mehr Spaß hatten als für das Kinopublikum übrig bleibt?“

„Pazifische Urlaubsträume und das Comeback des ‚Swingers‘-Duo Vince Vaughn und Jon Favreau bietet Peter Billingsleys stark besetzte Beziehungskomödie. […] Weil Partnerschaftsanalysen beschränkten Unterhaltungswert besitzen, sollen bunte Outfits, exzentrische Programmleiter und Therapeuten, Kontakte mit Digitalhaien, Massagen mit erektiven Nebenwirkungen und ein Guitar-Hero-Duell unter Männern für Komik sorgen. […] Die stärksten Momente hat ‚All inclusive‘ in den ersten 30 Minuten, mit Verbalwitz und Situationskomik, und in der Postkartenpracht des Pazifikparadieses Bora Bora, das 31 Jahre nach Jan Troells ‚Hurricane‘ wieder Schauplatz einer Hollywoodproduktion war. Über dieses Comeback kann man sich freuen.“

## Drehorte
Der Film wurde größtenteils auf Bora Bora in Französisch-Polynesien gedreht.

## Erfolg
Der Film führte am Wochenende der Erstveröffentlichung in den Vereinigten Staaten die Charts an und spielte in den Kinos der USA rund 109 Millionen US-Dollar ein. Die Komödie wurde damit Vince Vaughns größter Kinoerfolg seit Trennung mit Hindernissen aus dem Jahr 2006.